# Decetiodes alternata
Decetiodes alternata är en fjärilsart som beskrevs av W. Warren 1904. Decetiodes alternata ingår i släktet Decetiodes och familjen Uraniidae. Inga underarter finns listade i Catalogue of Life.